# Lama (Barcelos)

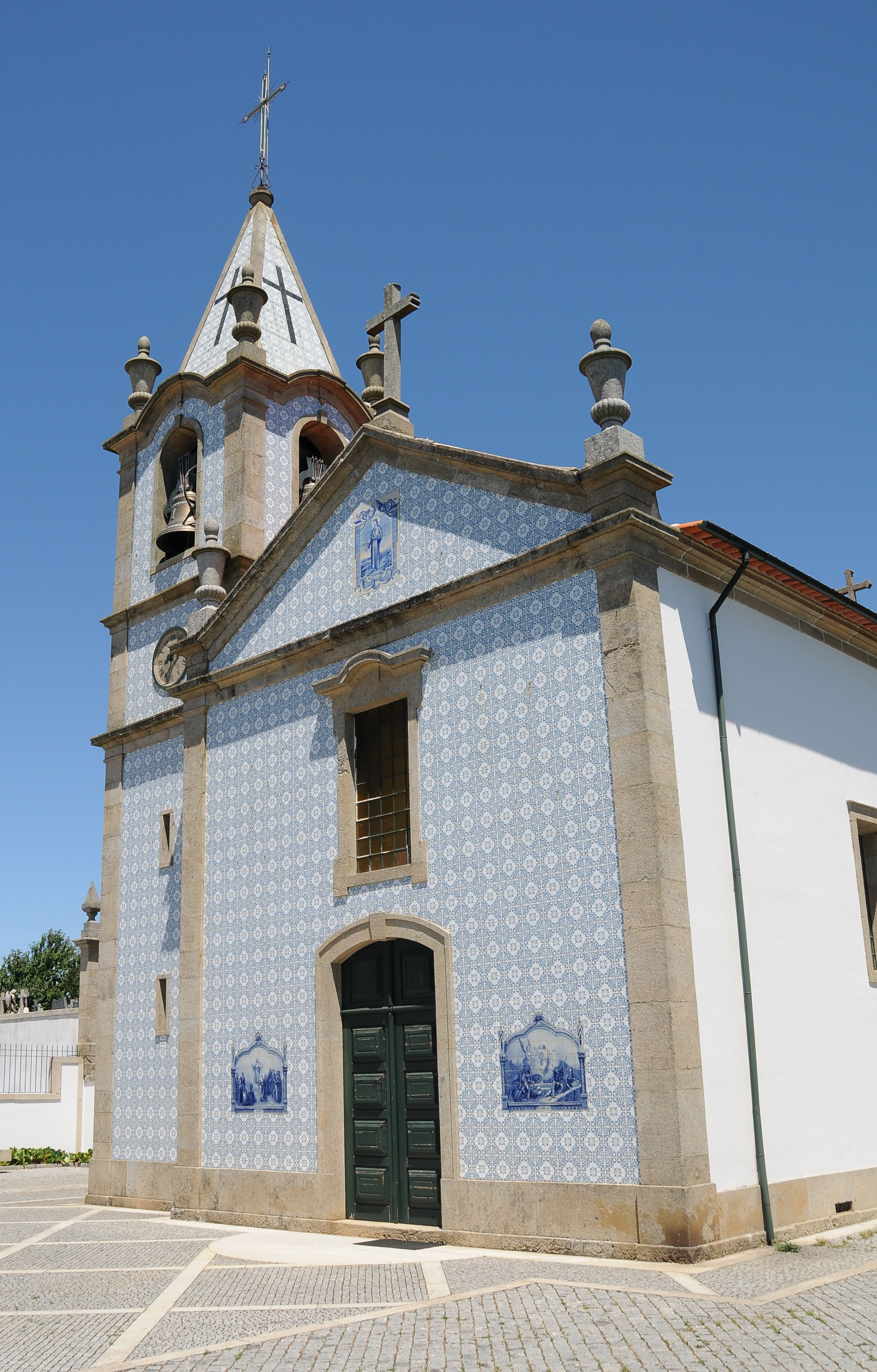
Igreja de Lama

Lama é uma localidade portuguesa sede da Freguesia de Lama do Município de Barcelos, freguesia com 3,27 km² de área e 1164 habitantes (censo de 2021), tendo, por isso, uma densidade populacional de 356 hab./km².

## História
Constituiu, até ao início do século XIX, o couto de Azevedo.
Pertenceu ao antigo concelho de Prado, extinto em 24 de outubro de 1855, data em que passou para o concelho (atual município) de Barcelos.

## Demografia
A população registada nos censos foi:
| Distribuição da População por Grupos Etários | Distribuição da População por Grupos Etários | Distribuição da População por Grupos Etários | Distribuição da População por Grupos Etários | Distribuição da População por Grupos Etários |
| -------------------------------------------- | -------------------------------------------- | -------------------------------------------- | -------------------------------------------- | -------------------------------------------- |
| Ano                                          | 0-14 Anos                                    | 15-24 Anos                                   | 25-64 Anos                                   | > 65 Anos                                    |
| 2001                                         | 270                                          | 272                                          | 645                                          | 143                                          |
| 2011                                         | 208                                          | 170                                          | 716                                          | 177                                          |
| 2021                                         | 138                                          | 134                                          | 632                                          | 260                                          |

## Património
- Solar de Azevedo ou Casa de Azevedo

## Política

### Eleições autárquicas
| Data | %       | V       | %     | V  | %       | V       | %     | V   | %     | V   | %       | V       |
| Data | PPD/PSD | PPD/PSD | PS    | PS | CDS-PP  | CDS-PP  | CDU   | CDU | IND   | IND | PSD-CDS | PSD-CDS |
| ---- | ------- | ------- | ----- | -- | ------- | ------- | ----- | --- | ----- | --- | ------- | ------- |
| 1976 | 68,10   | 5       | 16,83 | 1  | 11,74   | 1       |       |     |       |     |         |         |
| 1979 | 64,48   | 6       | 21,49 | 2  | 11,11   | 1       |       |     |       |     |         |         |
| 1982 | 61,57   | 6       | 35,30 | 3  |         |         |       |     |       |     |         |         |
| 1985 | 57,17   | 4       | 38,74 | 3  |         |         |       |     |       |     |         |         |
| 1989 | 77,39   | 6       |       |    | 12,90   | 1       |       |     |       |     |         |         |
| 1993 | 75,31   | 6       | 17,34 | 1  | 3,44    | -       |       |     |       |     |         |         |
| 1997 | 54,44   | 5       | 39,76 | 4  | 2,84    | -       |       |     |       |     |         |         |
| 2001 | 68,57   | 7       | 28,69 | 2  | 0,80    | -       |       |     |       |     |         |         |
| 2005 | 56,41   | 6       | 35,81 | 3  |         |         |       |     |       |     |         |         |
| 2009 | 56,61   | 6       | 32,46 | 3  |         |         |       |     |       |     |         |         |
| 2013 | CDS-PP  | CDS-PP  | 30,67 | 3  | PPD/PSD | PPD/PSD | 29,98 | 3   | 29,51 | 3   |         |         |
| 2013 | CDS-PP  | CDS-PP  | 30,67 | 3  | PPD/PSD | PPD/PSD | 7,06  | -   | 29,51 | 3   |         |         |
| 2017 | CDS-PP  | CDS-PP  | 42,34 | 4  | PPD/PSD | PPD/PSD | 2,32  | -   | 28,54 | 3   | 24,01   | 2       |